# Damme (Alemanha)
Damme é uma cidade da Alemanha, localizada no distrito de Vechta do estado de Baixa Saxônia (Niedersachsen).